# Dumm gelaufen (1997)
Dumm gelaufen ist eine deutsche Kriminalkomödie aus dem Jahr 1997.

## Handlung
Jungbauer Thorsten Harm aus der nordfriesischen Provinz und die Prostituierte Sabrina Rotenbacher sind ein unterschiedliches Paar. Während er einfach nur ein Landwirt sein möchte, will Sabrina ihrem Dasein als Prostituierte entfliehen. Beide treffen sich auf einer Müllkippe, als jeder eine Leiche dort „entsorgen“ möchte. Thorsten hat seinem Vater zuliebe die Jagdprüfung abgelegt. Als er in der folgenden Nacht auf die Jagd geht, damit er endlich Ruhe hat, erschießt er aus Versehen die Anführerin einer Tierschützergruppe, die in der Gegend immer wieder die Hochsitze der Jäger umsägen. Sabrinas Zuhälter Günter hat ihre Ersparnisse in Höhe von 200.000 DM verspielt und zusätzlich 50.000 DM Schulden bei Schacke. Der Zuhälter Schacke und sein Bodyguard Manfred „Manner“ bieten Günter seinen Schuldschein im Gegenzug für Sabrinas Dienste in ihrem Bordell an. Als Sabrina sich kurz darauf aus dem Staub machen möchte, kommt es zum Streit mit Günter, der in der Folge bei Reparaturarbeiten unter seinem Cadillac eingeklemmt wird.
Als Sabrina einfällt, dass Günter noch ihre Papiere hat, fährt sie mit Thorsten nach Hamburg. Die Leichen von Günter und der Aktivistin liegen dabei in Harms Viehtransporter, der hinten am Cadillac hängt. Im Eros-Center auf der Reeperbahn findet Sabrina zwar ihren Reisepass, trifft allerdings auch auf Schacke und Manner. Thorsten kann sie mit Hilfe seines Gewehrs – einem Drilling seines Urgroßvaters von 1882, was im Film mehrmals thematisiert wird – befreien, verrät Schacke und Manner aber seinen Namen. In Günters Wohnung finden sie Sabrinas Geld nicht, da aber auch Schacke und Manner danach gefragt haben und die Wohnung verwüstet ist, sind sich Sabrina und Thorsten sicher, dass die beiden das Geld noch nicht haben und es in Günters Schließfach sein muss. Am nächsten Morgen stehen die beiden bei Harm auf dem Hof, um sich Sabrina und ihr Geld zu holen. Thorsten ruft daraufhin seine Jagdkameraden an und teilt ihnen mit, dass „die Vandalen, die immer die Hochsitze zerstören“, bei ihm auf dem Hof seien. Prompt erscheinen auch die Jäger am Hof, stellen die Hamburger Ganoven und ermöglichen Sabrina und Thorsten die Flucht. Mit dem  Schließfachschlüssel, den der tote Günter um den Hals trägt, kommen sie am Hamburger Bahnhof endlich an Sabrinas Geld. Auf dem Weg nach Hamburg werden sie von den Dorfpolizisten Hansen und Pohl verfolgt, nachdem Sabrina mit dem Drilling die Geschwindigkeitsüberwachungsanlage zerstört hat. Glück im Unglück haben Sabrina und Thorsten, als sie auf dem Rückweg von Hamburg durch Schacke und Manner angehalten werden. Diese brauchen dringend ein neues Fahrzeug, nachdem die Jäger ihres schwer beschädigt hatten und glauben, dass sich im Koffer im Wagen immer noch Sabrinas Geld befindet. Sabrina hat jedoch das Geld aus dem Koffer unter ihrer Kleidung versteckt und Schacke und Manner werden kurz darauf von den Polizisten Hansen und Pohl gestellt. Diese werfen den Ganoven nun den Mord an Günter und der Aktivistin im Anhänger, die Zerstörung ihrer Ausrüstung und weitere Delikte vor.
Thorsten und Sabrina verbringen die Nacht zusammen, in der der Jungbauer endlich seine Jungfräulichkeit verliert. Am nächsten Morgen gibt es einen traurigen Abschied, als ihn Sabrina mit dem Bus in Richtung Hamburg verlässt. Wenige Tage später ist Sabrina jedoch zurück. Sie hat sich in Thorsten verliebt und hat von einem Teil ihres Geldes die teure „Melkeinheit P100“ für Thorstens Lieblingskuh Natalie gekauft. Der Bauer hat diese mit der Flasche großgezogen und er ist der einzige, von dem sie sich melken lässt. Sie hat eine Nickelallergie und maschinelles Melken kommt nicht in Frage, mit der neuen Melkeinheit bekommt die Kuh jedoch jetzt keinen Ausschlag mehr am Euter. So kann Thorsten nun endlich Urlaub machen und beschließt, Sabrina nach Spanien zu begleiten.

## Soundtrack
Die Filmmusik schrieb Detlef Petersen. Der  Soundtrack wurde 1997 von der Universal Music Group auf CD veröffentlicht.
Folgende Stücke bilden den Soundtrack zu Dumm gelaufen:
1. Illegal 2001: Dumm gelaufen
2. Cool The Fire
3. Pandora: Don't You Know
4. Strong Together: Take My Heart (House Remix)
5. Big City Jive
6. Lisa Lagoda: What If
7. Remmler: Heute geht die Sonne nicht auf
8. Ludenreggae
9. Mitteregger: Kann sein
10. Lisa: Wenn ich will
11. Sabrina’s Theme
12. Heinz aus Wien: Ich geh’ jetzt schlafen ohne Dich
13. Ben Becker: Brian Jones
14. Harmlos
15. Sundogs: Come, Come, Come
16. Illegal 2001: Sei mein Freund

## Veröffentlichung
Der Film hatte am 17. April 1997 Premiere im Kino und wurde später auch auf VHS und DVD veröffentlicht.

## Hintergrund
Dumm gelaufen ist eine Gemeinschaftsproduktion von Rialto Film, Relevant Film und ProSieben.
Die DVD enthält mehrere nicht veröffentlichte Szenen, die für die Ausstrahlung im Fernsehen in den Film eingebaut wurden.
Die Arbeitstitel lauteten  Das Beste von ab! und Tot oder so ....